# 3+ (телеканал)
TV3 plus — бренд двух русскоязычных телеканалов в Литве и Латвии. «TV3 plus» транслирует российские (до февраля 2022 года) и украинские программы, телесериалы, ток-шоу, а также, зарубежную и российскую (до февраля 2022 года) киноленту. Входит в состав прибалтийского медиахолдинга «All Media Baltics», принадлежащего «Providence Equity Partners».